# نناد ماسلووار
نناد ماسلووار (انگلیسی: Nenad Maslovar؛ زادهٔ ۲۰ فوریهٔ ۱۹۶۷) بازیکن سابق فوتبال اهل مونته‌نگرو است.
از باشگاه‌هایی که در آن بازی کرده‌است می‌توان به باشگاه فوتبال جف یونایتد ایچیهارا چیبا، باشگاه فوتبال آویسپا فوکوئوکا و باشگاه فوتبال ستاره سرخ بلگراد اشاره کرد.